# Роз'їзд №40
Роз'ї́зд № 40 (рос. Разъезд №40) — село у складі Ішимського району Тюменської області, Росія.
Населення — 59 осіб (2010, 91 у 2002).
Національний склад станом на 2002 рік:
- росіяни — 99 %